# كاسيودوروس
كاسيودوروس (ويسمى خطأ أحيانا كاسيودوريوس)، هو اسم عائلة سورية استقرت في سكيلاكيوم (سكويلاتشي) في إقليم بروتي، وشغلوا مناصب مهمة في القرن الخامس الميلادي. وأهم أفرادها كان فلافيوس ماغنوس أوريليوس كاسيودوروس سيناتور (حوالي 490 – 585 م)، كان مؤرخا وسياسيا وراهبا وعضوا في مجلس الشيوخ. شغل أبوه مناصب (Comes privatarum) و (sacrarum largitionum) (راقب الإيرادات الخاصة للإمبراطور والخزينة العامة) تحت حكم أودواكر، وبعد ذلك ربط نفسه بثيودوريك الذي عينه (كوريكتور) (حاكم) بروتي ولوكانيا، (وpraefectus praetorio).
أصبح الابن (مستشار قانوني) لأبيه في عمر مبكر، حولي العام 507 أصبح (كوايستور) أو مسؤول واجبه الرئيسي في ذلك الوقت كان كمتكلم عن الحاكم، ويجهز الجنود المرسلين. وفي عام 514 كان قنصلا عاديا على محافظته المحلية. وعند موت ثيودوريك (526) شغل مكتب (ماجيستر أوفيكيوروم) (رئيس الخدمة المدنية). وتحت حكم أتالاريك هو كان (حاكما شرعيا) وهو منصب احتفظ به حتى حوالي العام 540، وذلك بعد دخول بيليزاريوس منتصرا إلى رافينا، وتقاعد بعدها من الحياة العامة.
أسس ديرين هما ويواريوم وكاستيلوم في موطن أسلافه في سكويلاكي بهدف جمع المعرفة الإلهية الإنسانية للعصور اللاحقة وضمان استمرارها ضد التيار الهمجي الذي هدد بمسحها كليا. وكان الواجب الخاص الذي وجهه على رفاقه كان امتلاك المعرفة الدينية والدنيوية وكانت الأخيرة ملحقة إلى الأولى. وجمع وصحح المخطوطات الثمينة التي أمر رهبانه بنسخها، وأشرفوا على ترجمة الأعمال اليونانية المختلفة إلى اللغة اللاتينية. سلى نفسه بعدها بصنع اللعب العلمية، مثل الساعات الشمسية وساعات الماء. وكما يقال أنه كتب أحد إطروحاته في عمر الثالثة والتسعين، لذا فلا بد وأنه عاش حتى بعد العام 580. ومن غير المعروف إن كان قد انتمى إلى الجماعة البنيديكيتية.
تبرهن كتابات كاسيودوروس عن سعة اطلاع عظيمة وإبداع وعمل، لكنها مشوهة بالأخطاء والتكلف الزائد، وتشارك لغته اللاتينية معظم ما لحق بها من إلحان وفساد في ذلك العصر. تنقسم أعماله إلى تاريخية وسياسية ولاهوتية وقواعدية.
كتاب (باللاتينية: Variae) يعتبر الأهم من بين كل كتاباته ويقع في اثني عشر كتاب ونشر في عام 537. وتحتوي على قرارات ثيودوريك وورثته أمالاسونثا وثيوداهاد وويتيغيس؛ وتعليمات المكاتب الرئيسية للدولة؛ والمراسيم نشرت من قبل كاسيودوروس نفسه عندما حاكما منتخبا. وهو أفضل مصدر يزودنا بالمعرفة عن مملكة القوط الشرقيين في إيطاليا (وقد ذكرها تيودور مومسن في كتاب أحدات التاريخ الجرماني).
كتاب (باللاتينية: Chronica)، كتب بناء على طلب من صهر ثيودوريك وهو يوثاريك الذي نشر الكتاب أثناء فترة حكمه كقنصل (519). وهو تجميع غير دقيق من مصادر مختلفة.
المديح Panegyrics وهو عن الملوك والملكات القوط.
من المؤلفات العقائدية والنحوية يوجد دي أنيما (باللاتينية: De Anima) وهو مناقشة على طبيعة الروح، في الخاتمة يستهجن المؤلف النزاع بين شعبين عظيمين كالقوط والرومان. يبدو بأنه كان قد نشر بالجزء الأخير الوارياي، وهناك المؤسسات الدينية والأدب الإنساني (باللاتينية: Institutiones divinarun et humanarum litterarum)، وهو موسوعة الأدب الديني والدنيوي للرهبان، ومخطط عن الفنون المتحررة السبعة. ويحوي التعليمات لاستعمال المكتبة، وكذلك نصائح للحياة اليومية.
هناك أيضا تقرير عن المزامير والملاحظات القصيرة (complexiones) على رسائل بولس وأسفار والأعمال والرؤيا.
عن قواعد الإملاء (باللاتينية: De Orthographia) وهو تجميع من قبل المؤلف في سنته الثالثة والتسعين من أعمال إثنا عشر نحويا، وينتهي بمعاصره بريسكيان.
الترجمات اللاتينية الآثار القديمة لجوزفوس والتواريخ الدينية لثيودوريت وسوزومن وسقراط، بعنوان التاريخ بثلاثة أجزاء (باللاتينية:  Historia Tripartita) (وغطى السنوات بين 306 – 439) ونفذ تحت إشرافه.
من بين أعماله المفقودة كان الأكثر أهمية تاريخ القوط (باللاتينية: Historia Gothorum) ، كتب بهدف تمجيد البيت الملكي القوطي إثبات أن القوط والرومان كانوا لفترة طويلة مرتبطين بروابط الصداقة. ونشر أثناء عهد أثالاريك، ويظهر أن روى التاريخ حتى موت ثيودوريك. وكان مصدره الرئيسي للتاريخ والأساطير القوطية كان أبلافيوس أو أبلافيوس. والعمل معروف فقط إلينا في التلخيص الضئيل الذي قام به يوردانس.

## روابط خارجية
- كاسيودوروس على موقع الموسوعة البريطانية (الإنجليزية)